# Bajo Aragón
Bajo Aragón is een comarca van de Spaanse provincie Teruel. De hoofdstad is Alcañiz, de oppervlakte 1304,20 km2 en het heeft 26.853 inwoners (2002).

## Gemeenten
Aguaviva, Alcañiz, Alcorisa, Belmonte de San José, Berge, Calanda, La Cañada de Verich, Castelserás, La Cerollera, La Codoñera, Foz-Calanda, La Ginebrosa, Mas de las Matas, La Mata de los Olmos, Los Olmos, Las Parras de Castellote, Seno, Torrecilla de Alcañiz, Torrevelilla en Valdealgorfa.